# Doricha enicura
A Doricha enicura  a madarak osztályának sarlósfecske-alakúak (Apodiformes)  rendjébe és a kolibrifélék (Trochilidae) családjába tartozó faj.

## Előfordulása
Mexikó, Guatemala, Honduras és Salvador területén honos. A természetes élőhelye szubtrópusi és trópusi száraz erdők, hegyi erdők és síkvidéki nedves cserjések, valamint erősen leromlott egykori erdők.

## Megjelenése
Átlagos testtömege 2,5 gramm.

## Külső hivatkozások
- Képek az interneten a fajról
- Internet Bird Collection - videók a fajról